# Неравенство Высочанского — Петунина
В теории вероятностей неравенство Высочанского — Петунина даёт нижнюю границу для вероятности, с которой случайная величина (среднее значение) с конечной дисперсией находится внутри интервала, границы которого задаются, как определённая часть стандартного отклонения от среднего значения этой случайной величины. С другой стороны это эквивалентно утверждению, что неравенство указывает верхнюю границу вероятности того, что случайная величина выйдет за пределы этого интервала. Единственным ограничением на функцию плотности распределения вероятности является то, что она должна быть одномодальной (unimodal, одновершинной) и иметь конечную дисперсию. (Из этого вытекает, что такая функция плотности распределения является непрерывной за исключением точки моды, которая может иметь вероятность больше нуля).
Это неравенство справедливо в том числе и для резко асимметричных распределений, тем самым устанавливая границы для множества значений случайной величины, попадающих в определённый интервал.
Пусть X случайная величина с одномодальным (одновершинным) распределением, средним значением {\displaystyle \mu } и конечной ненулевой дисперсией {\displaystyle \sigma ^{2}}. Тогда для любого {\displaystyle \lambda >{\sqrt {8 \over 3}}\approx 1,63299},
{\displaystyle P(\left|X-\mu \right|\geq \lambda \sigma )\leq {\frac {4}{9\lambda ^{2}}}.}
Показано также, что в случае, когда {\displaystyle \lambda <{\sqrt {8 \over 3}}}, существуют несимметричные распределения, для которых граница {\displaystyle 4 \over {9\lambda ^{2}}} нарушается.
Данная теорема усиливает неравенство Чебышёва, включая в себя дробь {\displaystyle 4 \over 9}, за счёт того, что накладывается ограничение одномодальности (одновершинности) на плотность распределения случайной величины.
В приложениях математической статистики очень часто используется эвристическое правило, при котором {\displaystyle \lambda =3} (три стандартных отклонения), что соответствует верхней границе вероятности (то есть вероятности непопадания в три стандартных отклонения) {\displaystyle {4 \over 81}\approx 0,04938} (4,938%), и таким образом строится граница трёх стандартных отклонений, которая включает 95,06% значения случайной величины. В случае нормального распределения граница для трех стандартных отклонений ухудшается до 99,73%, что в ряде областей применения числа стандартных отклонений или вероятностных оценок через укладывание в стандартные отклонения очень критично.